# Helena Wiewiórska

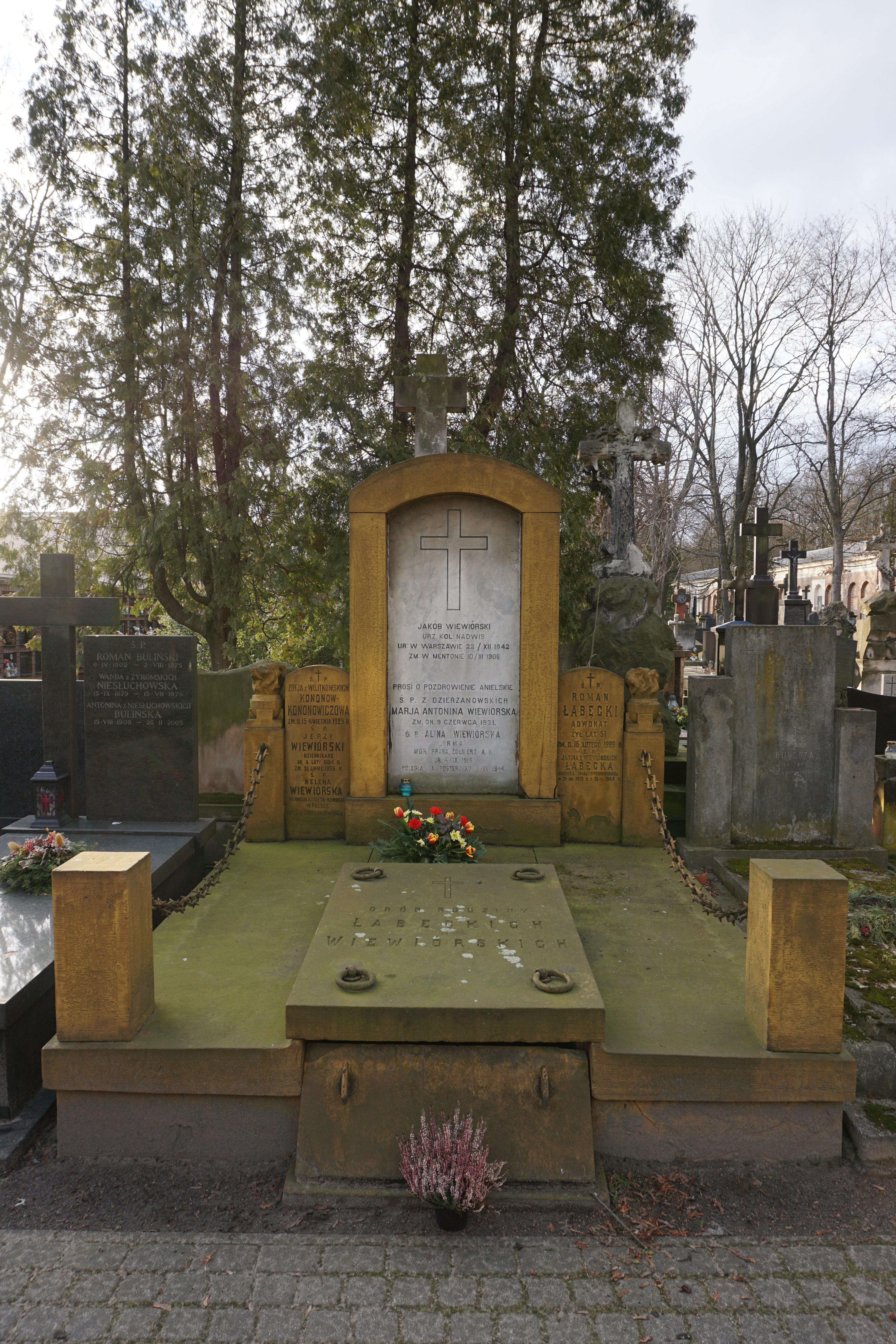
Grób Heleny Wiewiórskiej na cmentarzu Powązkowskim

Helena Wiewiórska, z domu Kononow (ur. 2 września 1888 w Zgierzu, zm. 17 maja 1967 w Warszawie) – pierwsza kobieta adwokat w Polsce.

## Życiorys
Urodzona 2 września 1888 w Zgierzu, córka pułkownika Łukasza Kononow-Kononowicza i Zofii z domu Wojtkowskiej. Miała młodszego brata Konstantego. Ukończyła gimnazjum w Chersoniu ze złotym medalem za wyniki w nauce. Ukończyła w Petersburgu czteroletnią szkołę żeńską - jak pisze A. Redzik - "tzw. Kursy Bestużewskie (założone przez uczonych rosyjskich). Szkoła posiadała wydział prawa, na którym studiowało wiele młodych Polek. Helena Wiewiórska ukończyła studia prawnicze z wyróżnieniem w 1911 r.". Oprócz prawa równolegle studiowała historię i muzykę. Jako studentka była członkiem Związku Młodzieży Postępowej, Klubu Robotniczego „Promień” i Stowarzyszenia Studentek-Polek „Spójnia”.
Od 1913 uczyła historii w Warszawie. W tym czasie, 28 grudnia 1913 poślubiła dziennikarza warszawskiego, a jednocześnie kolegę z Petersburga Jerzego Wiewiórskiego. W 1914 Wiewiórski został powołany do rosyjskiego wojska. Wraz z nim na wschód wyjechała też Helena. W latach I wojny światowej działała w wielu organizacjach polskich w Petersburgu, Mińsku i Odessie, m.in. w Organizacji Pomocy i Towarzystwie Pomocy Ofiarom Wojny. Tuż po powrocie z mężem do Warszawy, we wrześniu 1918 r. urodziła jedyną córkę Alinę. W tym samym 1918 wstąpiła do Klubu Kobiet Postępowych, a w 1921 r. współtworzyła Stowarzyszenie Kobiet z Wyższym Prawniczym Wykształceniem. Od 1919 była aplikantką w sądach Warszawy. Do zawodu adwokata przygotowywała się pod patronatem warszawskich adwokatów Mieczysława Ettingera i Stefana Aleksandrowicza. 
W marcu 1925 Helena Wiewiórska jako pierwsza kobieta została wpisana na listę adwokatów, podejmując wkrtótce samodzielną praktykę w dziedzinie prawa cywilnego i karnego. W maju 1929 została wiceprzewodniczącą komitetu organizacyjnego związku kobiet z wyższym wykształceniem prawniczym w Polsce jako oddziału Federation Internationale des Femmes Avocats et Diplomes en Droit w Paryżu. 
Angażowała się też w działalność naukową, w tym w kongresy Międzynarodowego Zrzeszenia Prawa Karnego. Od 1934 jako adwokat pełniła funkcję radcy prawnego w Zarządzie Miejskim w Warszawie. Pełniła też funkcję sędziego dyscyplinarnego Izby Adwokackiej w Warszawie i Wyższego Sądu Dyscyplinarnego Adwokatury.Od 1923 do 1939 działała w Patronacie Opieki nad Więźniami. Była też członkiem POW „Wschód”.

Helena Wiewiórska była aktyna naukowo w dziedzinie prawa karnego i więziennictwa. 
Naukowo specjalizowała się w prawie karnym. Publikowała w czasopismach naukowych i w prasie. M.in.: 
- La responsabilité pénale des persones morales (Przegląd Ustawodawstwa Kryminalnego 1930, nr 2), 
- Niebezpieczeństwo art. 418 k.p.c. w sprawach eksmisyjnych i o zakłócone posiadania ("Gazeta Sądowa Warszawska" 1933); 
- Współpraca komitetów więziennych z Patronatem ("Przegląd Więziennictwa Polskiego". 1934), 
- Obywatelstwo kobiety zamężnej, Zakład wychowawczo-poprawczy dla chłopców pod Wiedniem ("Przegląd Więziennictwa Polskiego" 1934), 
- Alternatywa ("Gazeta Sądowa Warszawska" 1936), 
- Poczucie prawa w państwach totalnych (Sowiety) ("Gazeta Sądowa Warszawska" 1937).
W okresie okupacji pomagała osobom zagrożonym, udzielając im gościny w swoim domu. W lipcu 1940 zatrzymana przez gestapo i osadzona na Pawiaku. Jako chora na dyfteryt została wypuszczona.
Autor biogramu w "Słowniku Biograficznym Adwokatów Polskich" pisze: "Wiewiórscy przed wojną mieszkali w Warszawie, w domu stojącym na rogu Kruczej i Hożej. Ich warszawskie mieszkanie było azylem dla ściganych i bezdomnych. W czasie wojny na kamienicę spadła bomba. Mieszkańcy schronili się w piwnicy, która została zasypana ruinami. Po kilkunastu godzinach druga bomba uratowała im życie, gdyż wskutek wybuchu powstał otwór, który umożliwił wydostanie się".
W czasie powstania warszawskiego - 11 września 1944 r. zginęła jako łączniczka jej córka Alina. Wiewiórscy po Powstaniu zamieszkali we wsi Wolbórz pod Piotrkowem Trybunalskim. Tam dokwaterowani do domu Katarzyny i Jana Dryńskich przy ul. Kitowicza 49. Różnice kulturowe między inteligentami z Warszawy a rodziną chłopską nie stanowiły problemu we wzajemnej egzystencji. Wspomnienie tego epizodu przetrwało w rodzinie Dryńskich w sposób zdecydowanie pozytywny do dzisiaj. 
Helena pracowała w Radzie Głównej Opiekuńczej i uczestniczyła w nauczaniu. W lutym 1945 Wiewiórscy powrócili do Warszawy, a Helena zgłosiła się do pracy w odtwarzanym zarządzie miasta. Jeszcze w 1945, podjęła praktykę adwokacką i została mianowana członkiem Okręgowej Rady Adwokackiej w Warszawie, a 3 kwietnia 1945 wybrana została skarbnikiem Tymczasowego Zarządu Izby Adwokackiej w Warszawie, zaś 3 sierpnia tego roku zrezygnowała z tej funkcji. Była też członkiem Naczelnej Rady Adwokackiej. Po utworzeniu 1951 r. zespołów adwokackich, zawód wykonywała w zespole adwokackim nr 19 a od 1954 r. w Zespole Adwokackim nr 21.
Po śmierci męża Jerzego Wiewiórskiego (zm. 1956), znanego dziennikarza warszawskiego, redaktora przedwojennego "Kuriera Porannego" i powojennego „Życia Warszawy”, wycofała się z życia publicznego.
Zmarła 17 maja 1967 w Warszawie. Pochowana na Powązkach w grobowcu rodzinnym obok męża (kwatera 166-3-23/24).
Jej imieniem w 1990 nazwano jedną z ulic w Zgierzu (poprzednio ul. Róży Luksemburg).

## Odznaczenia
- Złoty Krzyż Zasługi (1936)[3][1]
- Złota Odznaka Zrzeszenia Prawników Polskich (1965)[3]